# سيريل جيمس مورتون
سيريل جيمس مورتون (بالإنجليزية: Cyril James Morton)‏ هو مخرج نيوزلندي، ولد في 19 أبريل 1903، وتوفي في 25 يونيو 1986.